# Barbara Brown (actrice)
Pour les articles homonymes, voir Brown et Barbara Brown.
Barbara Ann Brown, née le 18 octobre 1901 à Los Angeles (Californie), ville où elle est morte le 7 juillet 1975, est une actrice américaine.

## Biographie

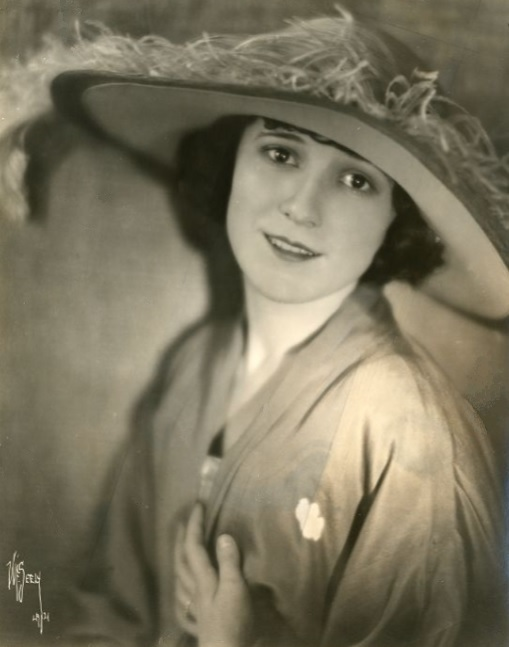
Photographiée en 1922

Barbara Brown débute au théâtre et joue notamment à Broadway (New York) dans six pièces à partir de 1928 ; la dernière en 1938 est Our Town de Thornton Wilder (avec Frank Craven et Martha Scott). Elle tient son ultime rôle à Broadway en 1941, dans la comédie musicale Liberty John, sur une musique de Paul Bowles (avec Tom Ewell et Norman Lloyd).
Au cinéma, elle contribue à soixante-quatorze films américains sortis entre 1931 et 1970, dont Ô toi ma charmante de William A. Seiter (1942, avec Fred Astaire et Rita Hayworth), L'Île enchantée de Jack Conway (1947, avec June Allyson et Van Johnson), Comment l'esprit vient aux femmes de George Cukor (1950, avec Judy Holliday et Broderick Crawford) et Ma sœur est du tonnerre de Richard Quine (1955, avec Janet Leigh et Jack Lemmon).
À la télévision américaine enfin, elle apparaît dans quatre séries de 1947 à 1954.
Barbara Brown meurt dans sa ville natale de Los Angeles à 73 ans, en 1975. Elle est inhumée au Forest Lawn Memorial Park d'Hollywood Hills.

## Théâtre à Broadway (intégrale)
(pièces, sauf mention contraire)
- 1928 : Relations de (et mise en scène par) Edward Clark : Eva Bergman
- 1934 : Mother Lode de Dan Totheroh et George O'Neil, mise en scène de Melvyn Douglas : membre de la troupe
- 1935 : Play, Genius, Play! de Judith Kandel : la cousine Doris
- 1937 : Behind Red Lights de Samuel Shipman et Beth Brown : Gladys
- 1937 : Sun Kissed de Raymond Van Sickle : Fay Carver
- 1938 : Our Town de Thornton Wilder, costumes d'Helene Pons : une citoyenne
- 1941 : Liberty John, comédie musicale, musique et lyrics de Paul Bowles, livret de Philip Barry, décors et costumes de Raoul Pène Du Bois, mise en scène de John Houseman : une des onze amies

## Filmographie

### Cinéma (sélection)

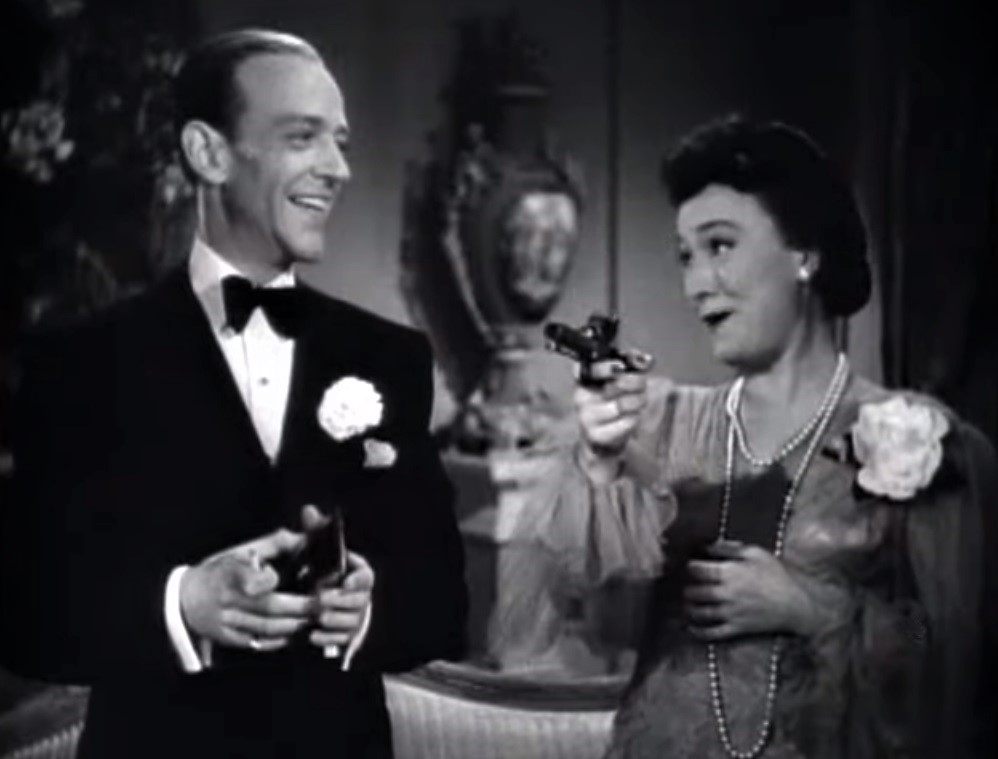
Avec Fred Astaire, dans Ô toi ma charmante (1942)

- 1941 : Tu m'appartiens (You Belong to Me) de Wesley Ruggles : une invitée de la fête au Frantic
- 1941 : Le Mort fictif (Three Girls About Town) de Leigh Jason : une membre du club
- 1942 : Un homme tombé du ciel (en) (The Wife Takes a Flyer) de Richard Wallace : Maria Woverman
- 1942 : Ô toi ma charmante (You Were Never Lovelier) de William A. Seiter : Delfina Acuña
- 1943 : Reveille with Beverly de Charles Barton : Beverly Ross
- 1944 : J'avais cinq fils (The Fighting Sullivans) de Lloyd Bacon : une infirmière à la maternité
- 1944 : Trois Hommes en blanc (Three Men in White) de Willis Goldbeck : Mme Brown
- 1944 : Janie de Michael Curtiz : Thelma Lawrence
- 1944 : Hollywood Canteen de Delmer Daves : Mme Brodel
- 1945 : Pillow to Post de Vincent Sherman : Kate Otley
- 1945 : Le Roman de Mildred Pierce (Mildred Pierce) de Michael Curtiz : Mme Forrester
- 1945 : Too Young to Know de Frederick de Cordova : Mme Wellman
- 1946 : La Bête aux cinq doigts (The Beast with Five Fingers) de Robert Florey : Mme Miller
- 1946 : Personality Kid de George Sherman : Mme Roberts
- 1947 : Scandale en Floride (That Hagen Girl) de Peter Godfrey : Lorna Gateley
- 1947 : Gosse de riche (en) (That Way with Women) de Frederick de Cordova : Minerva Halden
- 1947 : L'Île enchantée (High Barbaree) de Jack Conway : Della Parkson
- 1949 : Nous... les hommes (Yes Sir, That's My Baby) de George Sherman : Professeur Sophia Boland
- 1950 : Comment l'esprit vient aux femmes (Born Yesterday) de George Cukor : Anna Hedges
- 1951 : Dick Turpin, bandit gentilhomme (Dick Turpin's Ride) de Ralph Murphy : Lady Greene
- 1951 : Home Town Story d'Arthur Pierson : Mme Washburn
- 1952 : La Poule aux œufs d'or (Jack and the Beanstalk) de Jean Yarbrough : Mme Strong
- 1952 : Le Proscrit (The Bandit) de Phil Karlson : Baronne Isabella
- 1955 : Ma sœur est du tonnerre (My Sister Eileen) de Richard Quine : la mère d'Eileen
- 1970 : The Red, White, and Black (en) ou Soul Soldier de John Cardos : l'épouse d'un officier

### Télévision (intégrale)
(séries)
- 1947 : Public Prosecutor (en), saison unique, épisode 8 The Case of the Family Affair : Mme Trask
- 1952 : The Unexpected (en), saison 2, épisode 5 Confidentially Yours de Sobey Martin
- 1952-1954 : Fireside Theatre (en)
  - Saison 5, épisode 3 The People Choice (1952) de Frank Wisbar et épisode 27 Cocoon (1953) de Frank Wisbar
  - Saison 7, épisode 2 Smoke and Fire (1954) de Frank Wisbar et épisode 9 Thank You, Dr. Russell (1954) de Frank Wisbar
- 1953 : Mr. and Mrs. North (en), saison 1, épisode 16 House Behind the Wall de Ralph Murphy : Ada Burton